# Трикупис, Николаос
Нико́лаос Трику́пис (греч. Νικόλαος Τρικούπης; 1868 или 1869, Месолонгион — 1956, Афины) — греческий генерал и политик, участник Второй греко-турецкой войны 1919—1922 годов. Стрелок, бронзовый призёр летних Олимпийских игр 1896.
Участвовал в обоих соревнованиях по винтовке — из армейской на 200 м и произвольной на 300 м. Лучший его результат был в первой дисциплине, в которой он занял третье место, показав результат в 1713 очков. В другой дисциплине у него показатели хуже, он занял место между 6-й и 18-й позицией, и его точный результат не известен.
Проиграл войну, был в плену в Турции.